# Tetrahidrokanabinolinska kiselina sintaza
Tetrahidrokanabinolinska kiselina sintaza (EC 1.21.3.7, THCA sintaza, Delta1-tetrahidrokanabinolna kiselina sintaza) je enzim sa sistematskim imenom kanabigerolat:kiseonik oksidoreduktaza (ciklizacija, formira Delta9-tetrahidrokanabinolat). Ovaj enzim katalizuje sledeću hemijsku reakciju
kanabigerolat + O2 {\displaystyle \rightleftharpoons } Delta9-tetrahidrokanabinolat + H2O2
Ovaj enzim je flavoprotein (FAD). Kofaktor je kovalentno vezan.

## Literatura
- Nicholas C. Price; Lewis Stevens (1999). Fundamentals of Enzymology: The Cell and Molecular Biology of Catalytic Proteins (Third изд.). USA: Oxford University Press. ISBN 019850229X.
- Eric J. Toone (2006). Advances in Enzymology and Related Areas of Molecular Biology, Protein Evolution (Volume 75 изд.). Wiley-Interscience. ISBN 0471205036.
- Branden C; Tooze J. Introduction to Protein Structure. New York, NY: Garland Publishing. ISBN 0-8153-2305-0.
- Irwin H. Segel. Enzyme Kinetics: Behavior and Analysis of Rapid Equilibrium and Steady-State Enzyme Systems (Book 44 изд.). Wiley Classics Library. ISBN 0471303097.

## Spoljašnje veze
- Tetrahydrocannabinolic+acid+synthase на 